# Фермова конструкция (МКС)
Фермова конструкция (на английски: Integrated Truss Structure) е гръбнакът на Международната космическа станция (МКС) със своите платформи за товари, радиатори, батерии, жироскопи, слънчеви панели и други. Фермовата конструкция на МКС е най-големият компонент на станцията, но самата конструкция се състои от 11 по-малки ферми.

## Устройство
Фермовата конструкция на МКС се състои от 11 по-малки ферми, които са извеждани до станцията една по една с космическата совалка. Има две централни ферми – З1 и С0, пет ферми от ляво на борда и пет ферми от дясно на борда. Тези от ляво на борда са означени с буквата П, а тези от дясно на борда с буквата С. Освен това всяка ферма има номер, като 1 е най-близо до центъра на конструкцията, а 6 е най-встрани.

### З1
З1 е първата изстреляна ферма. Тя служи като временна поставка за ферма П6, която е закарана на ранен етап на станцията, за да снабдява с електричество американския сегмент преди завършването на цялата конструкция. Освен това на З1 е монтиран временно и Херметизиран скачващ адаптер 2. З1 е скрепена за модула Юнити посредством стандартен скачващ механизъм. На З1 са монтирани жироскопите за контролиране ориентацията на станцията, комуникационно оборудване и устройство за разсейване на статичната енергия на станцията.

### С0
С0 е централната ферма, която разпределя електирчеството и охлаждащата течност от и до останалите модули на МКС. Тя е прикрепена към модула Дестини посредством четири свръзки.

### П1 и С1
Ферми П1 и С1 са монтирани към ферма С0 и на тях са закачени по три радиатора, както и релсова система, по която се придвижва мобилна платформа.

### П2 и С2
Ферми П2 и С2 не са на орбита, тъй като в първоначалния дизайн на космическата станция Фрийдъм те са щели да разполагат с ракетни двигатели за задвижване на станцията, но при МКС това не е нужно, тъй като руските модули изпълняват тази функция.

### П3/4 и С3/4
Третите и четвъртите ферми са монтирани една за друга още от земята и изстрелвани заедно. Между компоненти 3 и 4 има подвижна връзка, която позволява на компоненти 4, 5 и 6 да се въртят. Това е нужно, тъй като на компоненти 4 и 6 има слънчеви панели и възможността за въртене на тази част от фермата позволява насочването им към слънцето по оптимален начин без да се налага станцията да се върти. на Компоненти П4 и С4 има батерии, които съхраняват електричеството за времето, когато станцията е в сянката на земята, платформи за скачване и по един радиатор.

### П5 и С5
Ферми П5 и С5 служат като преходници към П6 и С6. Ферми П3/4, С3/4, П6 и С6 изпълват максимално товарното отделение на совалката, което налага изстрелването на П5 и С5 по отделно.

### П6 и С6
Ферми П6 и С6 също като П4 и С4 помещават слънчеви панели и радиатори. Ферма П6 е изстреляна още в началото и временно монтирана върху ферма З1, за да осигури електричество на станцията по време не изграждане на цялостната фермова конструкция.

## Ред на сглобяване
Всички сегменти на фермовата конструкция са изведени в орбита (С2 и П2 са анулирани).
| Елемент          | Полет           | Дата на изстрелване | Дължина (м) | Ширина (м) | Височина (м) | Маса (кг) |
| ---------------- | --------------- | ------------------- | ----------- | ---------- | ------------ | --------- |
| З1               | 3A – STS-92     | 11 октомври 2000    | 4,9         | 4,2        |              | 8755      |
| П6               | 4A – STS-97     | 30 ноември 2000     | 13,41       | 4,87*      | 4,87         | 15 873    |
| С0               | 8A – STS-110    | 8 април 2002        | 13,41       | 4,57       |              | 12 247    |
| С1               | 9A – STS-112    | 7 октомври 2002     | 13,72       | 4,57       | 3,96         | 12 572    |
| П1               | 11A – STS-113   | 23 ноември 2002     | 13,72       | 4,57       | 3,96         | 12 477    |
| П3/П4            | 12A – STS-115   | 9 септември 2006    | 13,81       | 4,88*      | 4,75         | 15 824    |
| П5               | 12A.1 – STS-116 | 9 декември 2006     | 3,37        | 4,55       | 4,24         | 1864      |
| С3/4             | 13A – STS-117   | 8 юни 2007          | 13,66       | 4,97*      | 4,63         | 16 183    |
| С5               | 13A.1 – STS-118 | 8 август 2007       | 3,37        | 4,55       | 4,24         | 1819      |
| П6 (преместване) | 10A – STS-120   | 23 октомври 2007    | 10,67       | 4,88*      |              | 15 873    |
| С6               | 15A – STS-119   | 15 март 2009        | 13,87       | 4,97*      | 4,48         | 14 089    |
| Общо             |                 |                     | 99,6        | 4,97*      | 4,87         | 111 703   |

* в разгънато положение на слънчевите панели 73,15 метра